# Линус Торвалдс
Линус Бенедикт Торвалдс (на шведски: Linus Benedict Torvalds) е създателят на ядрото Линукс (Linux).

## Биография
Роден е в Хелзинки, Финландия на 28 декември 1969 г. и е син на журналистите Нилс и Анна Торвалдс, също и внук на поета Оле Торвалдс. Баща му и майка му са били активисти в университета в Хелзинки през 1960-те. Женен е за Тове Торвалдс, шесткратна национална шампионка по карате. Среща я през зимата на 1993, когато той работи като асистент в компютърна лаборатория и води упражнения. Имат три дъщери.
Торвалдс посещава същия университет като родителите си от 1988 до 1996. Завършва специалност Компютърни науки.
Интересът му към компютрите започва с 8-битовите машини Commodore VIC-20 (Комодор). След това се сдобива с „преносимия“ компютър Sinclair QL (процесор Motorola 68008 и скорост 7,5 MHz), на който пренаписва операционната система почти изцяло. Той създава и един асемблер, текстов редактор, както и няколко игри. През 1990 получава IBM компютър (базиран на Intel 80386) и с него започва работата си по една често употребявана система тогава – Minix.
Още като студент той написва ядрото Линукс, занимавайки се с Minix, разпространява го сред приятели студенти и програмисти чрез университетския FTP сървър и всеки започва да добавя по нещо и да го подобрява. Началната му цел е била написването на терминален емулатор за Minix, но резултатът от експериментите му е една оформяща се нова операционна система. Към началната версия на ядрото той прибавя и приложенията bash (команден интерпретатор) и gcc (C++/C компилатор).
Неговият талисман – плюшен пингвин на име Тъкс, става символ на Линукс и години по-късно, когато операционната система Линукс е вече много добре развита и конкурентоспособна, финансовото състояние на Торвалдс се променя коренно и той става изведнъж милионер, като през 1999 две от водещите Линукс компании за големи предприятия (не само за крайния потребител) Red Hat и VA Linux му дават в знак на благодарност 20 милиона долара.
Линус Торвалдс се мести в Сан Хосе, Калифорния, където живее със семейството си няколко години до юни 2004 г. Оттогава Торвалдс живее в Портланд, Орегон, за да бъде по-близо до работата си. Работил е за корпорацията Transmeta от февруари 1997 до юни 2003, но работи за организацията за свободен софтуер – OSDN (Open Source Development Network), за да подобрява ядрото на Линукс непрекъснато.